# Velika nagrada Vijetnama
Velika nagrada Vijetnama je bila planirana automobilistička utrka Formule 1 koja se trebala održati na stazi Hanoi. Staza je bila 5565 metara duga i sastojala se pretežno od javnih prometnica s posebno izgrađenim zgradama bokseva.
Iako je Bernie Ecclestone priznao da je odbio Vijetnam koji je 2016. htio ući u F1 kalendar, novi vlasnici Liberty Media, koja je Formulu 1 preuzela krajem 2016., dugo su vremena govorili kako bi voljeli vidjeti Formulu 1 u toj zemlju, a službena potvrda stigla je u studenom 2018. Uoči očekivanog ulaska ove zemlje u kalendar Formule 1, Red Bull Racing je održao F1 demonstraciju na ulicama Ho Chi Minha u Vijetnamu, a David Coulthard je zabavljao publiku vozeći Red Bull RB7 iz 2011. na kišnim Pirellijevim gumama, u svojoj prvoj vožnji F1 bolida nakon 18 mjeseci. Prva utrka se trebala voziti 5. travnja kao treća utrka u sezoni 2020. No zbog pandemije koronavirusa, FIA je 13. ožujka 2020. odgodila utrku. Kasnije u sezoni, gradonačelnik Hanoija Nguyen Duc Chung rekao je da će raspraviti o mogućnosti organiziranja utrke na kraju studenoga, no 16. listopada stigla je vijest da je Velika nagrada Vijetnama i službeno otkazana. Utrka je nakon toga bila planirana za 2021., no krajem 2020., gradonačelnik Hanoija Nguyen Duc Chung, uhićen je zbog korupcije i navodnog prisvajanja dokumenata koji su sadržavali državne tajne. Premda slučaj nije bio povezan s Formulom 1 i Velikom nagradom Vijetnama, FIA je odgodila utrku, pošto je Chung bio ključni čovjek u održavanju utrke, a vijetnamske vlasti rekle su vodstvu Formule 1 da vlada ima druge prioritete, uključujući parlamentarne izbore, pandemiju koronavirusa i oporavak od tajfuna. Trenutno su u tijeku pregovori za održavanjem utrke 2022., no s malim šansama, a pojedini izvori navode kako je moguće da se Velika nagrada Vijetnama neće nikada održati u Formuli 1.